# Стрельнинский почтовый дом
Стрельнинский почтовый дом — историческое здание в Стрельне по адресу Санкт-Петербургское шоссе, 66. Внешний облик практически не изменился с момента постройки в 1785-м году, продолжает использоваться как почтовое отделение. С начала 2000-х в нём открыт Пушкинский уголок.

## История

### Строительство
Первый этап строительства Почтового дома прошёл в 1784—1785 годах. Точных сведений об авторе не сохранилось, однако исследователи предполагают, что им являлся Николай Львов, создатель главного Петербургского почтамта и сотрудник почтового ведомства. Один из его характерных приёмов — мезонин с полуциркульным окном и двумя полукруглыми по бокам — был применён в первом проекта Стрельнинской станции. Другим предполагаемым создателем проекта Почтового дома называют итальянского зодчего Луиджи Руска, автора многочисленных зданий в Санкт-Петербурге и окрестностях. Согласно историческим чертежам, в конце 1780-х здание представляло собой симметричный двухэтажный дом с мезонином, оформленный в стиле классицизм. На центральном фасаде выступал ризалит с треугольным фронтоном, проёмы первого этажа были украшены замковым камнем. Рядом со зданием почтовой станции располагалась конюшня на 16 стойл, сараем и ямщицкой.
Уже в 1807 году в Почтовое ведомство подали рапорт о необходимости проведения ремонта в обветшавшем здании Стрельненской почтовой станции. Работы под руководством Луиджи Руска прошли в 1809-м — тогда в центральной части фасада пристроили балкон, окна-люкарны в мезонине были заменены на прямоугольные одинакового размера. Следующая перестройка была проведена в 1830-х, предположительно, под руководством Иосифа Шарлеманя — тогда в здании заложили новые печи, перенесли внутренние перегородки и главную лестницу. В этот же период конюшню расширили до 65 стойл, добавили несколько кладовых и колодец.
В 1886—1887 году в здании станции провели капитальный ремонт, после которого в нём открылась телеграфная контора. Внутренние помещения перепланировали, разместив на втором этаже и в мезонине жилые квартиры для служащих. Тогда же дворовый фасад был частично надстроен вторым этажом.

### XX век
Здание значительно пострадало во время Второй Мировой войны — рухнул балкон, были утрачены все почти окна и двери, сбит руст первого этажа, в стенах остались отверстия от шрапнели. Проект восстановления был разработан в 1948-м году, его реализацию провели в 1952—1953 под руководством архитектора Н. М. Уствольской.

## Современность
В 2001 году в здании был открыт Пушкинский уголок в память о поэте, который лично неоднократно посещал станцию. 14 июня 1828 года Александр Пушкин провожал своего друга Николая Киселёва на службу в Париж и оставил на память в его блокноте автопортрет и стихотворение.